# LVG
Luft Verkehrs Gesellschaft (LVG) var en tysk flygplanstillverkare under första världskriget.
LVG bildades i Berlin-Johannisthal 1912 för att tillverka Farman-flygplan på licens. För att kunna tillverka egna konstruktioner knöt flygplanskonstruktören Franz Schneider som tidigare varit verksam med Nieuport flygplan. Hans första konstruktion för LVG blev nästan en kopia av en Nieuport. Vid företaget utvecklade Schneider den synkroniserade kulsprutan 1913 och fick även en patentansökan för konstruktionen godkänd. Kulsprutemekanismen monterades 1915 in i ett prototypflygplanet till LVG E.VI men på väg till fronten där de operativa testerna skulle utföras havererade flygplanet. Vid företaget konstruerades flera spanings- och lätta bombplan. Företagets LVG C II blev berömt när det som ensamt flygplan genomförde ett bombanfall mot London 1916. Flygplanet släppte sin bomblast nära Victoria station, men blev på återflygningen nedskjutet av franskt luftvärn.

## Flygplan av egen konstruktion
- LVG B.I
- LVG C.II
- LVG C.V
- LVG C.VI

## Licenstillverkade flygplan
- Albatros B.II
- Albatros C.II
- Gotha G.IV
- Sablatnig SF 5